# Jaszkówka (potok)

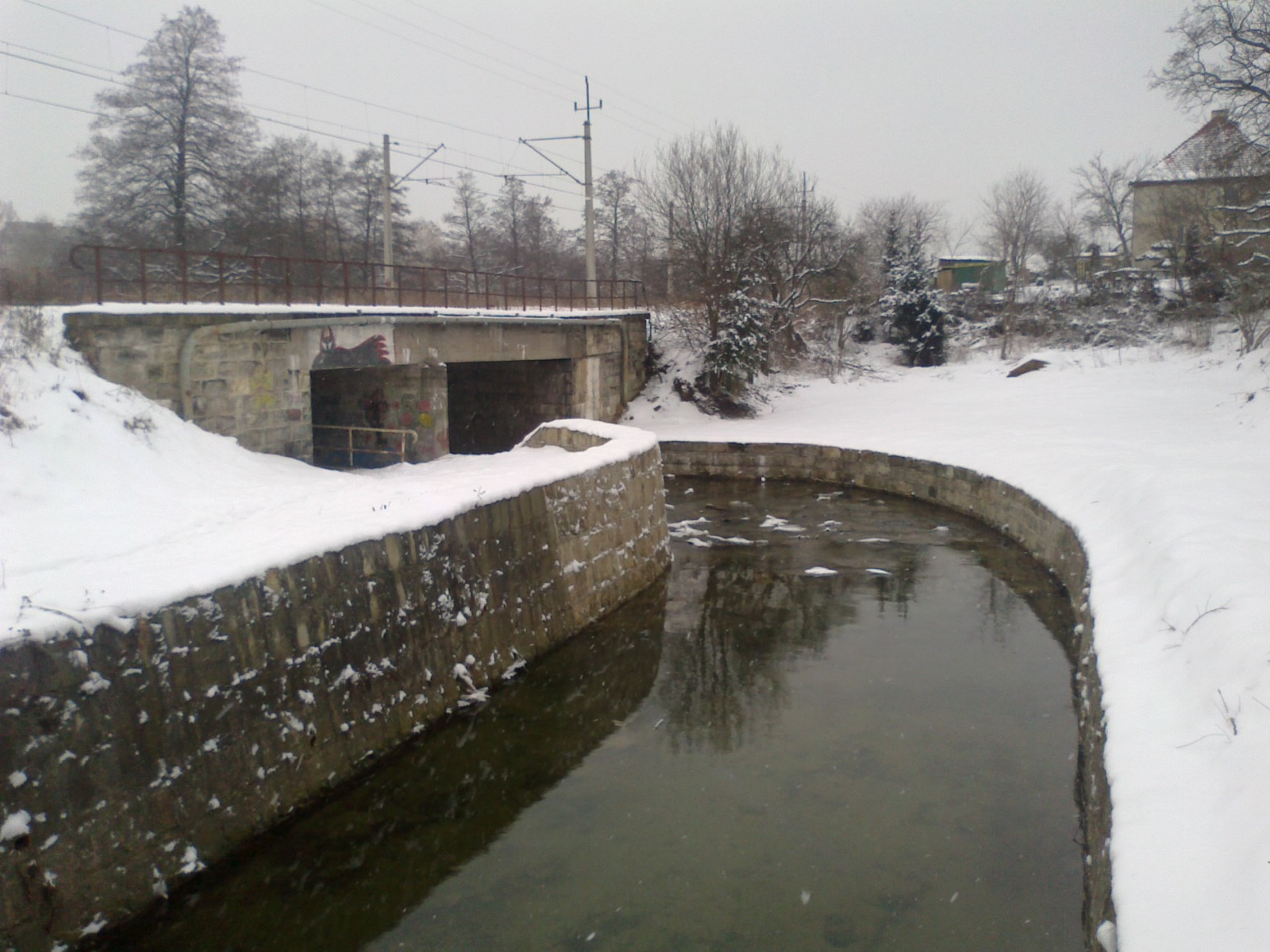
Jaszkówka

Jaszkówka (niem. Hannsdorfer Bach) – rzeka, prawobrzeżny dopływ Nysy Kłodzkiej. Jej źródła znajdują się na zachodnich zboczach Ptasznika, w Górach Złotych, na wysokości 490–545 m n.p.m., w lesie, na granicy Śnieżnickiego Parku Krajobrazowego. Następnie potok płynie przez Kotlinę Kłodzką i uchodzi do Nysy Kłodzkiej w pobliżu Krzyżnej Góry w Kłodzku.
W części źródliskowej potoków, które łączą się na polach i łąkach Jaszkowej Górnej. Następnie aż do ujścia potok płynie wzdłuż zabudowań Jaszkowej Górnej i Jaszkowej Dolnej. Przyjmuje sporo bezimiennych dopływów. Przed ujściem przyjmuje największy dopływ - Marcinówkę.
Dolina Jaszkówki jest gęsto zasiedlona na całej długości. Prowadzi tędy widowiskowa szosa przez Przełęcz Droszkowską.